# Napoleonaea heudelotii
Napoleonaea heudelotii är en tvåhjärtbladig växtart som beskrevs av Adrien Henri Laurent de Jussieu. Napoleonaea heudelotii ingår i släktet Napoleonaea och familjen Napoleonaceae. Inga underarter finns listade i Catalogue of Life.